# Quebrada de Potor
Quebrada de Potor är ett periodiskt vattendrag i Chile.   Det ligger i regionen Región de Antofagasta, i den norra delen av landet, 1 200 km norr om huvudstaden Santiago de Chile.
Trakten runt Quebrada de Potor är ofruktbar med lite eller ingen växtlighet. Trakten runt Quebrada de Potor är nära nog obefolkad, med mindre än två invånare per kvadratkilometer.